# Адолф Даслер
Адолф Даслер (на немски: Adolf Dassler), по-известен като Ади Даслер, е създателят на компанията за обувки и облекла Адидас.
След завръщането си от Първата световна война Ади започва да произвежда свои обувки в кухнята на майка си. Баща му Кристоф, който работи във фабрика за обувки и братята Целайн, които произвеждат шпайкове, подкрепят Адолф в начинанието му. През 1924 г. и брат му Рудолф Даслер също се включва в бизнеса. На олимпиадата в Берлин през 1936 година много от атлетите са с обувки по модел на Ади Даслер, сред които е и Джеси Оуенс.
След време Рудолф се отцепва от брат си и създава фирмата Puma. След скандал между синовете на Адолф, единият от тях - Хорст Даслер поставя началото на друга все още съществуваща голяма компания – Arena, която произвежда облекло за плуване.